# Darío Rojas
Darío Rojas (20 de gener de 1961) és un exfutbolista bolivià.

## Selecció de Bolívia
Va formar part de l'equip bolivià a la Copa del Món de 1994.